# Osteoindukcja
Osteoindukcja – zjawisko pobudzenia niezróżnicowanych komórek tkanki łącznej do  różnicowania się w osteoblasty. Proces ten jest wynikiem aktywności białek morfogenetycznych kości i zapoczątkowuje odbudowę kości po przeszczepach.